# خوسيه ماريا كوردوفا
خوسيه ماريا كوردوفا (بالإسبانية: José María Córdova) هو عسكري كولومبي، ولد في 8 سبتمبر 1799 في كونسيبسيون في كولومبيا، وتوفي في 17 أكتوبر 1829 في El Santuario ‏ في كولومبيا.

## وصلات خارجية
- خوسيه ماريا كوردوفا على موقع الموسوعة البريطانية (الإنجليزية)